# روزانا اوسکانیان
روزانا روبرتی اوسکانیان (ارمنی: Ռուզաննա Ռոբերտի Ոսկանյան؛ انگلیسی: Ruzanna Voskanyan زادهٔ ۲۴ مهٔ ۱۹۸۹)، شاعر اهل ارمنستان است.

## زندگی‌نامه
وی در ۲۴ آوریل ۱۹۸۹ در ایروان به دنیا آمد و از دانشگاه دولتی ایروان فارغ‌التحصیل گشت. عضو اتحادیه نویسندگان ارمنستان وی برنده جوایزی همچون جایزه جوانان رئیس‌جمهور ارمنستان شد.

## یادداشت
1. ↑  RA Presidential Youth Award